# Lacandónjungle
De Lacandónjungle (Spaans: Selva Lacandona) is een oerwoud in de Mexicaanse deelstaat Chiapas waar de Lacandon Maya's wonen. Het gebied sluit aan bij het Parque Nacional Sierra del Lacandón van Guatemala

## Fauna en flora
In de Selva Lacandona liggen diverse biosferen waaronder de Montes Azules en de Naha-Metzabok Biosphere Reserves alsook enkele ecologische werkgebieden met lodges.
Dit regenwoud is de meest biodiverse streek van Mexico, met een geschatte 15% van de flora, 33% van de vogelsoorten, 11% van de amfibieën en reptielen, 25 % van de gekende landelijke zoogdieren, 40% dagvlinders en 13% zoetwatervissen. Er leven ook nog enkele bedreigde diersoorten zoals de ara macaw of geelvleugelara, de jaguar, de Midden-Amerikaanse tapir en de witte schildpad.

## Maya cites
Deze uitgestrekte jungle herbergt meerdere archeologische Maya sites zoals: Bonampak, Noh K'uh, Palenque, Toniná en Yaxchilan.

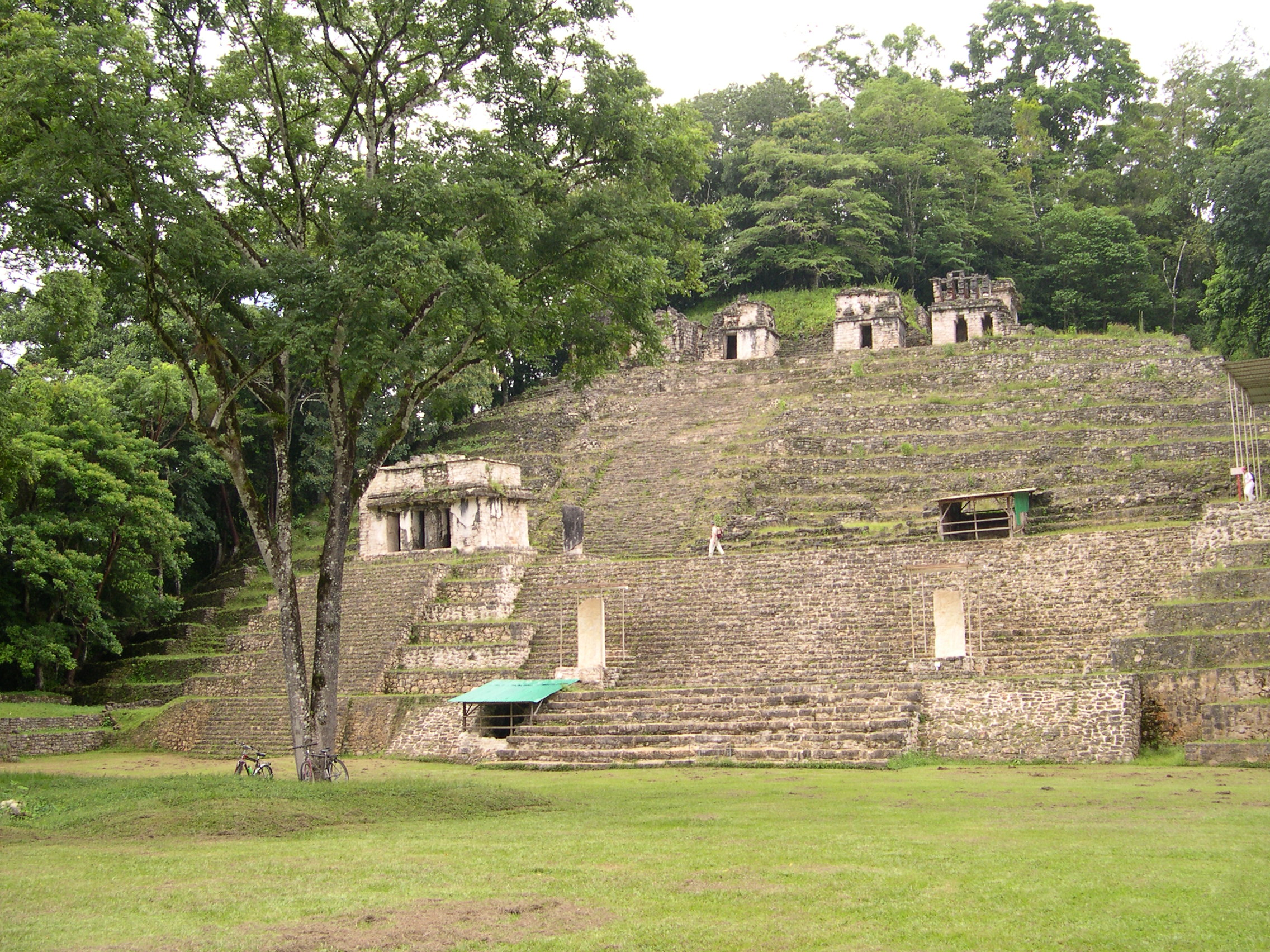
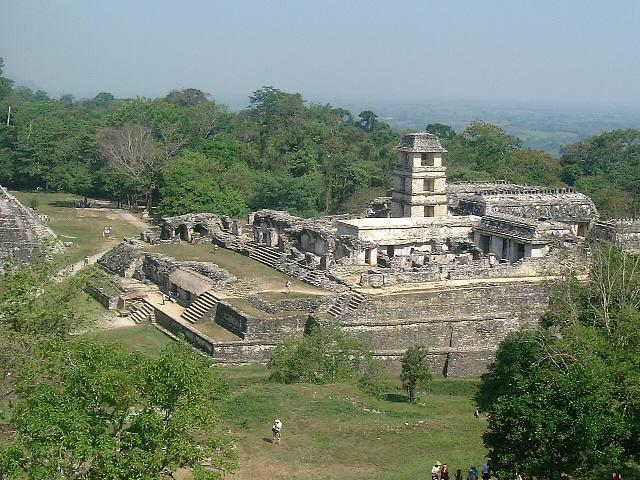

## Wateren
Het gebied heeft meerdere meren en watervallen waarvan de bekendste wellicht de Agua Azul en Chiflon-watervallen en de Montebello-meren zijn. Diverse rivieren ontstaan en of doorkruisen het gebied om zich aan te sluiten bij de Usumacinta en vervolgens samen te vloeien met de Grijalva die in de Golf van Mexico eindigt. Zo zijn er onder meer de bijrivieren Lacantum, Locania en de Tulija.

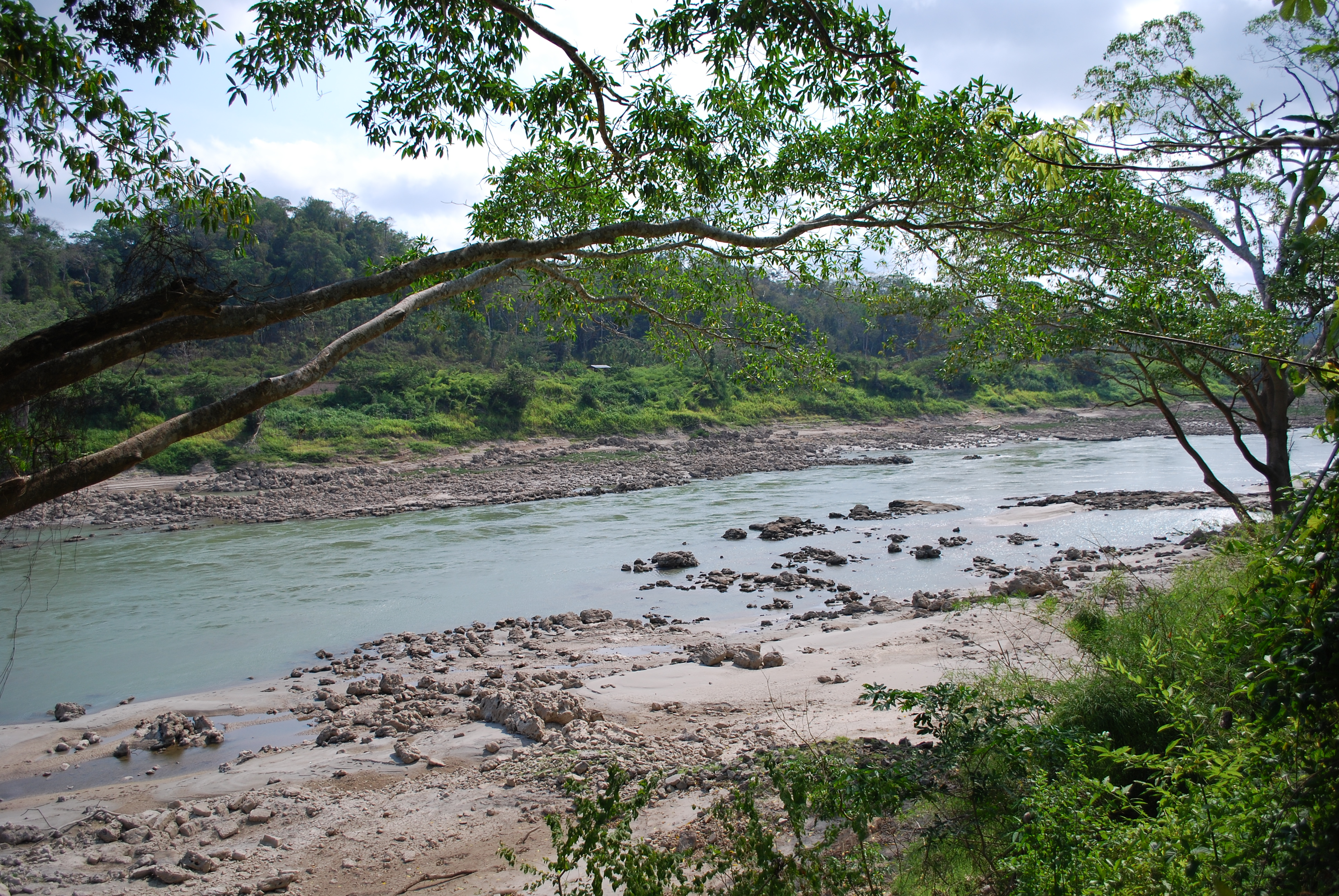
De Usumacinta nabij Yaxchilan
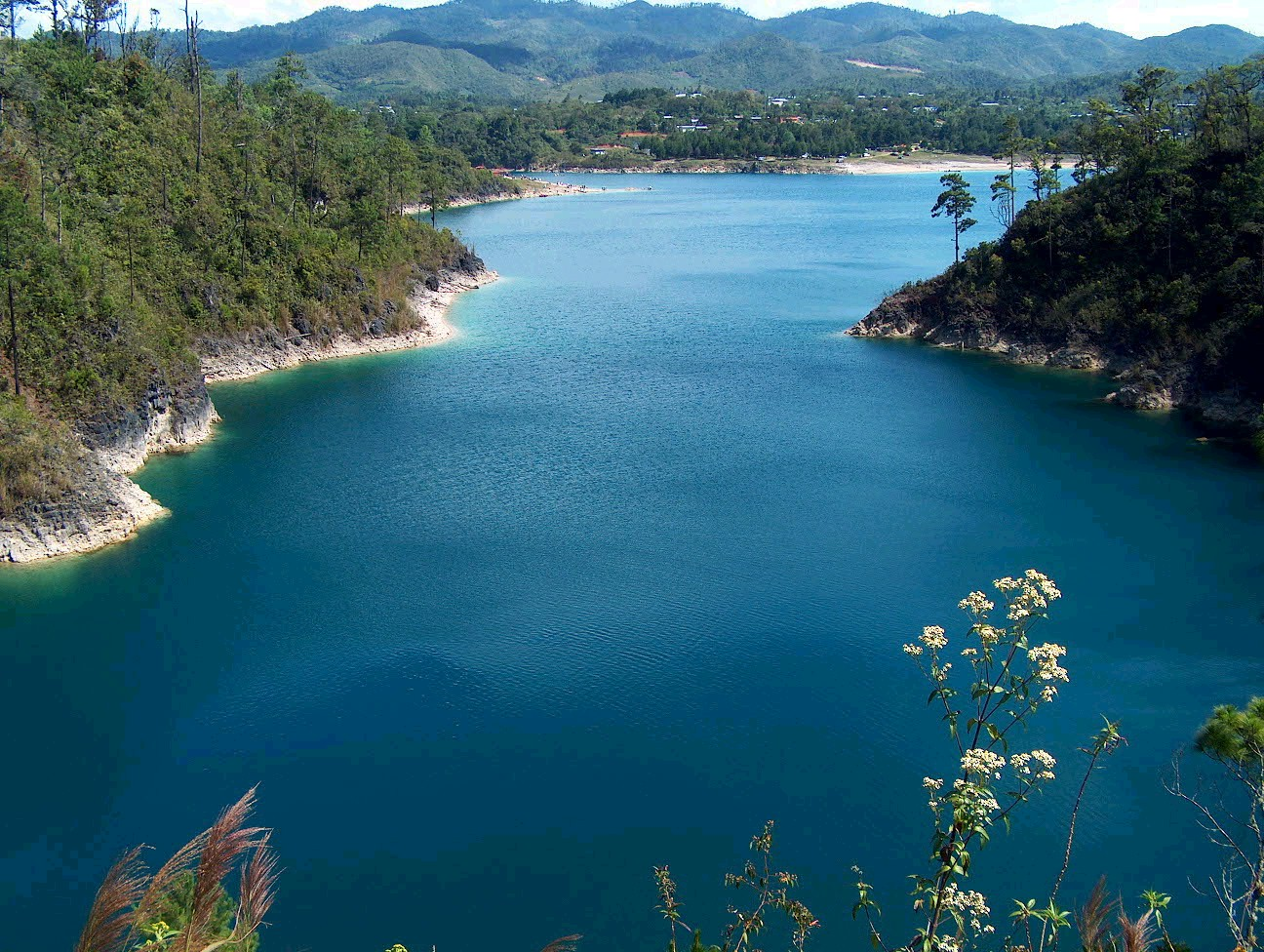
Lagunas de Montebello
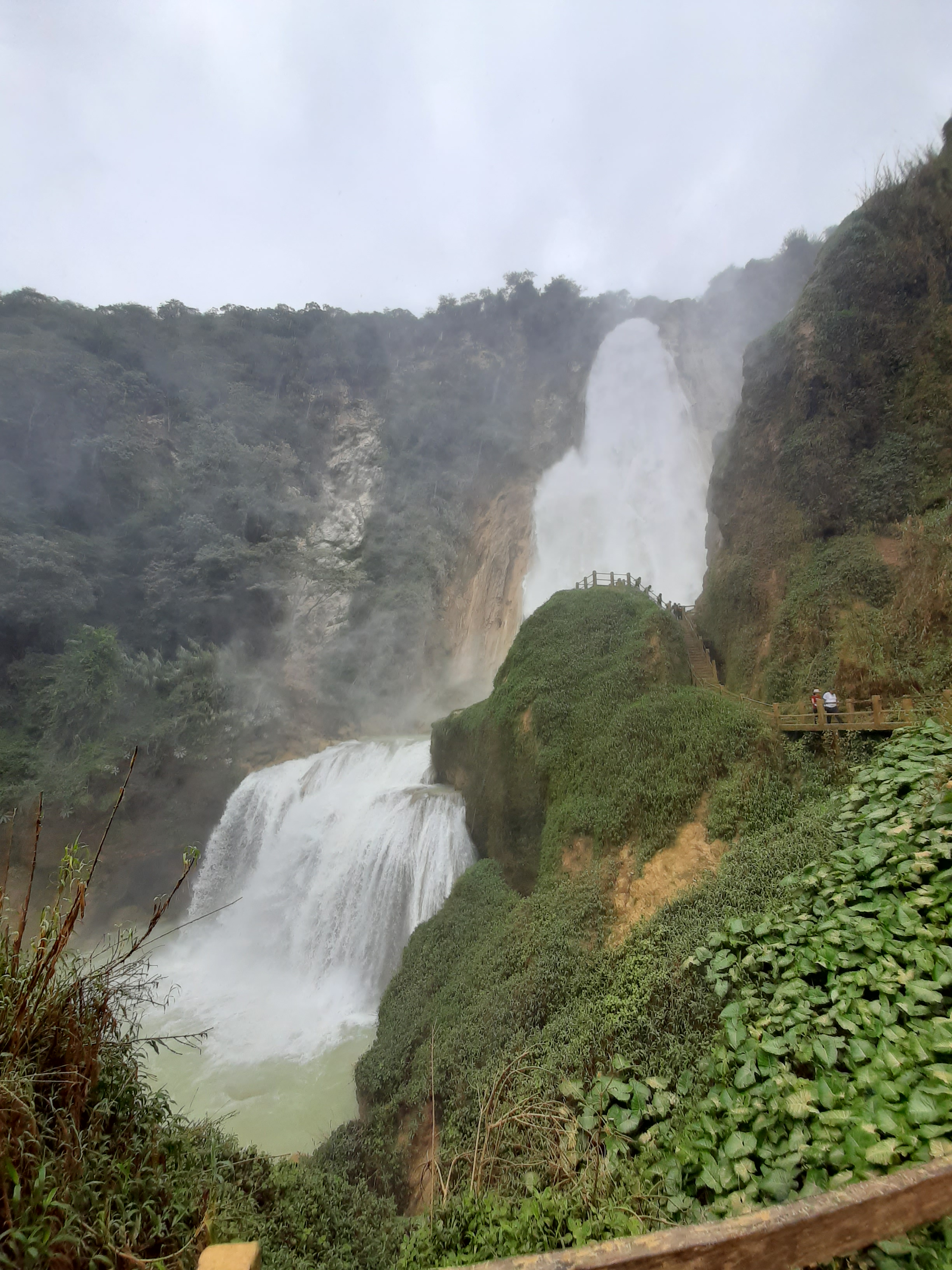
El Chiflón waterval
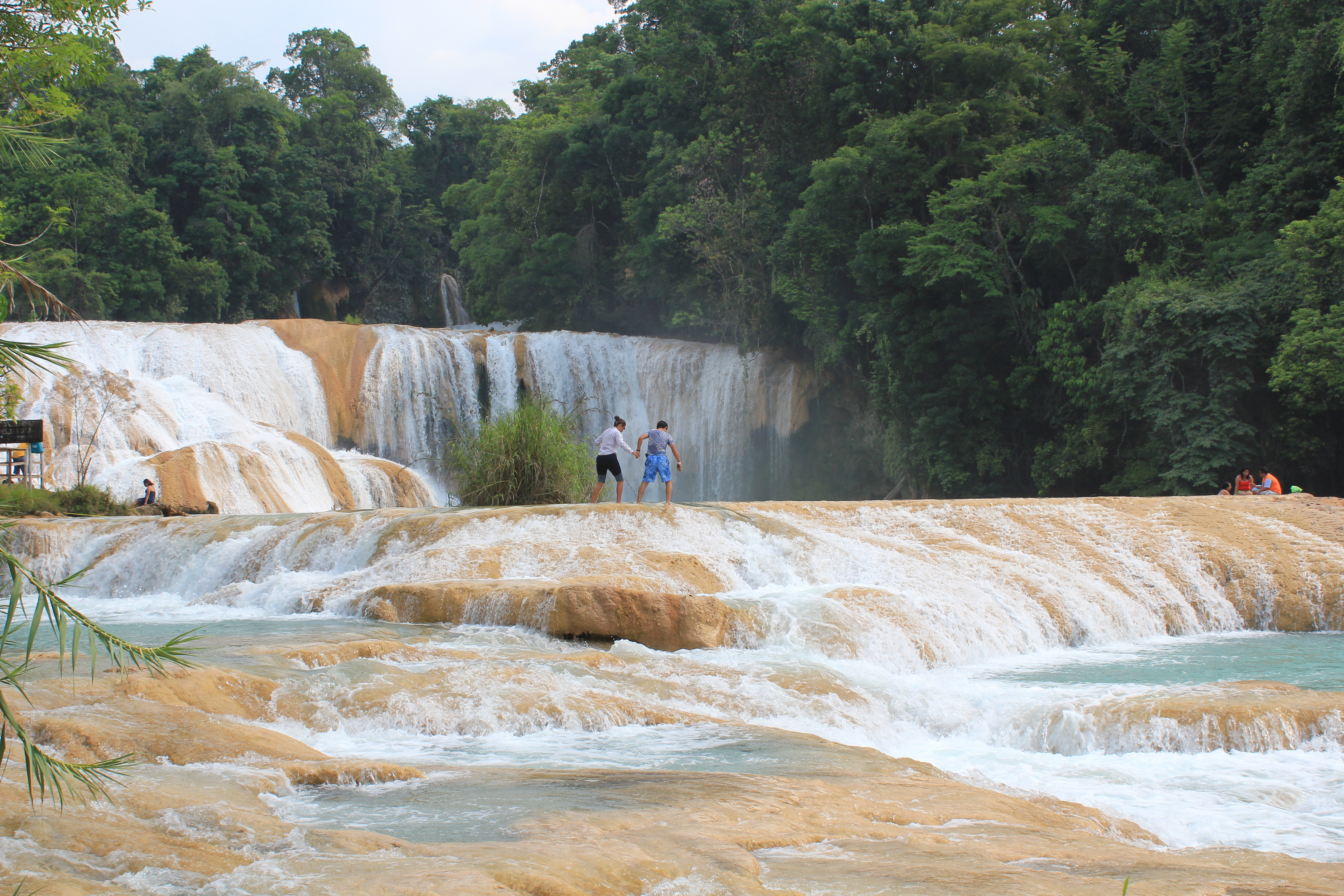
Agua Azul watervallen